# Skuggbandsjordfly
Skuggbandsjordfly, Paradiarsia punicea, är en fjärilsart som beskrevs av Jacob Hübner 1803. Skuggbandsjordfly ingår i släktet Paradiarsia och familjen nattflyn, Noctuidae. Enligt den finländska rödlistan är arten nära hotad i Finland. Skuggbandsjordfly är ännu inte påträffad i Sverige. I Finland förekommer den i lämpliga miljöer i sydöstra delen av landet. Artens livsmiljö är fuktiga lundskogar och i viss mån myrmark. Inga underarter finns listade i Catalogue of Life.